# Kwas malonowy
Kwas malonowy, kwas propanodiowy, HOOC−CH
2−COOH – organiczny związek chemiczny z grupy kwasów dikarboksylowych. Jego sole i estry są nazywane malonianami. Jego nazwa pochodzi od łacińskiego słowa malum oznaczającego „jabłko”. Posiada własności silnie drażniące skórę i błony śluzowe. Jego moc jest zbliżona do mocy kwasu octowego.
Po podgrzaniu do 150 °C następuje jego dekarboksylacja do kwasu octowego i dwutlenku węgla.
Odwadniając kwas malonowy otrzymuje się podtlenek węgla.

## Otrzymywanie
Kwas malonowy można otrzymać z kwasu octowego:
Kwas octowy chloruje się do kwasu chlorooctowego. Tworzy się sól sodową za pomocą węglanu sodu, która następnie reaguje z cyjankiem sodu tworząc sól sodową kwasu cyjanooctowego w reakcji substytucji nukleofilowej. Grupą nitrylową hydrolizuje się za pomocą wodorotlenku sodu do malonianu sodu, który po zakwaszeniu tworzy kwas malonowy.

## Patologia
Kwas malonowy występuje naturalnie w organizmie człowieka i bierze udział w biosyntezie lipidów. Jeśli podwyższonemu stężeniu kwasu malonowego towarzyszy podwyższone stężenie kwasu metylomalonowego, może to świadczyć o chorobie genetycznej spowodowanej mutacją w genie ACSF3 – złożonej kwasicy malonowej i metylomalonowej (CMAMMA, z ang. combined malonic and methylmalonic aciduria). Obliczając stosunek kwasu malonowego do metylomalonowego w osoczu krwi, CMAMMA można odróżnić od klasycznej kwasicy metylomalonowej.

## Zastosowania
Kwas malonowy i jego pochodne mają szerokie zastosowanie w przemyśle do produkcji leków, witamin, barwników, klejów, substancji zapachowych, a także w agrochemii. Może być użyty do wprowadzania fragmentu kwasu octowego w łagodnych warunkach w drodze kondensacji Knoevenagela, po której następuje dekarboksylacja. Jako przykład można podać preparatykę kwasu cynamonowego wykorzystywanego do produkcji niesteroidowego leku przeciwzapalnego – acemetacyny. Substancję aromatyczną γ-nonanolakton można także wytworzyć w kondensacji Knoevenagela z kwasu malonowego i heptanalu (heptanaldehyd), a następnie domknięcia pierścienia.
Jego ester dietylowy jest wykorzystywany w syntezie organicznej.
Warto wspomnieć, że kwas malonowy jest jednym ze składników służących do przeprowadzenia widowiskowej reakcji chemicznej z oscylacjami stężenia składników (reakcja Biełousowa-Żabotyńskiego)